# 연쇄쇼핑가족
《연쇄쇼핑가족》은 JTBC에서 방송된 텔레비전 프로그램이다.

## 출연자

### MC
- 이영자
- 박명수
- 써니
- 박지윤
- 박원

### 배역
- 송지은 : 백사라 역
- 조원희 : 백원희 역
- 구본임 : 조우미 역
- 이아린 : 백미라 역
- 한승현 : 오지상 역
- 구건민 : 오예은 역
- 이창엽 : 한지훈 역
- 정유민 : 정은호 역
- 황현주 : 제수연 역
- 김기리 : 길기리 역
- 송준근 : 송준근 역
- 김규호 : 나규호 역
- 송길영 : 송길영 교수 역